# Stadsnieuws

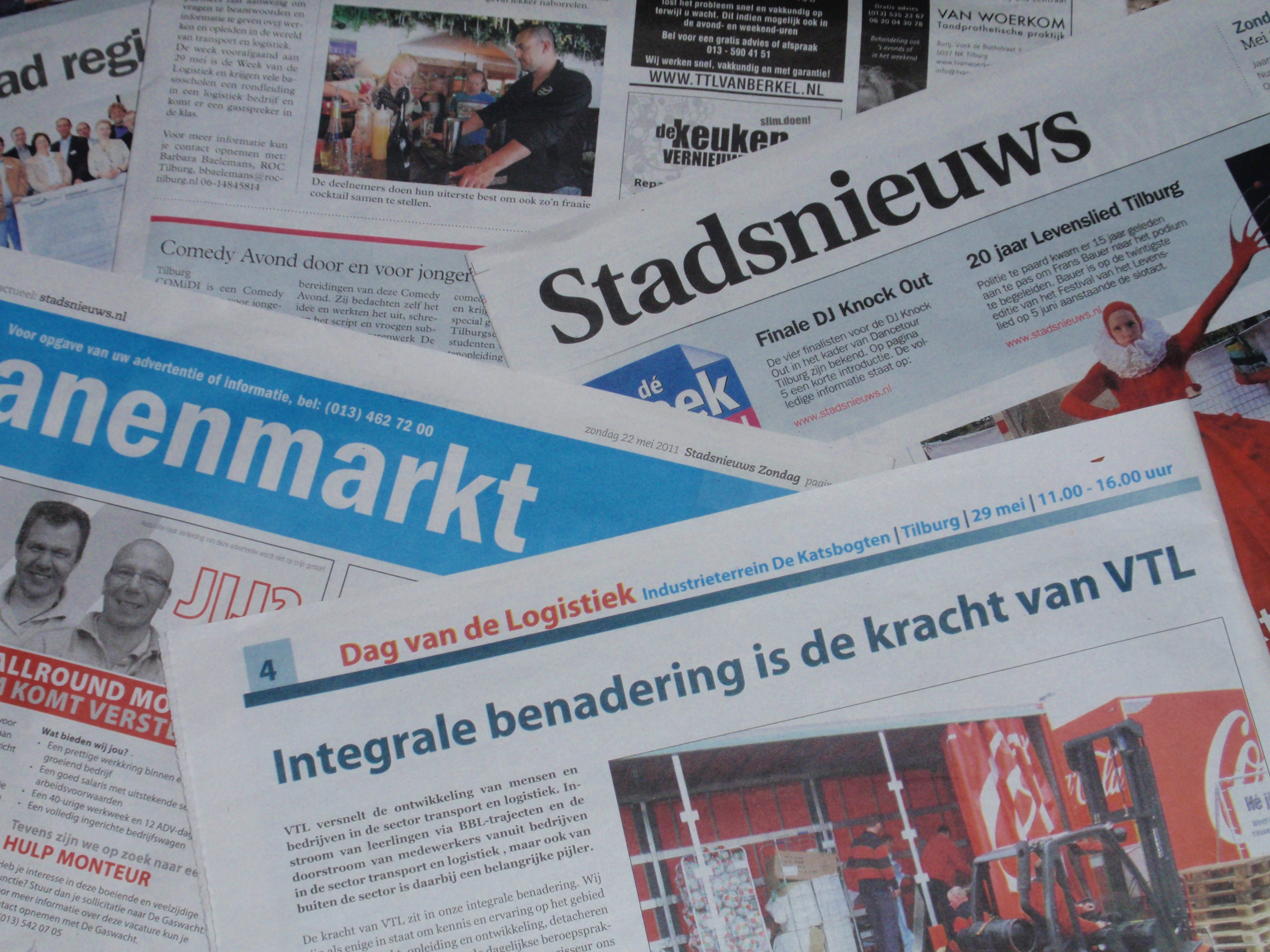
Stadsnieuws

Stadsnieuws is een van oorsprong in Tilburg gevestigde huis-aan-huiskrant. 
Stadsnieuws werd in 1979 opgericht door Henk Smulders. Aanvankelijk was de krant inhoudelijk volledig in zwart/wit, met in de opmaak slechts rood als huiskleur. Het blad verscheen midweeks en zondags, per exemplaar ongeveer veertig pagina's dik. 
In 2008 was de oplage 111.950 exemplaren per editie. De krant kwam uit in Berkel-Enschot, Biest-Houtakker, Goirle, Hilvarenbeek, Hulten, Diessen, Moergestel, Oisterwijk, Riel en Udenhout. Het concurrerende gratis huis-aan-huisblad in de gemeente Tilburg heette Tilburgse Koerier (1957-2019)
In 2021 ging de krant als 'Stadsnieuws Tilburg' over van de Wegener-groep naar Uitgeverij Em. De Jong in Baarle-Nassau, die meerdere Brabantse lokale kranten onder haar hoede heeft. Stadsnieuws Tilburg komt vanaf dan uit in magazine-formaat en wordt bezorgd op alle adressen in de gemeente Tilburg, uitgezonderd die met een Nee-nee-sticker. In 2021 bedraagt de oplage 90.000 exemplaren.